# Minnie Warren
Huldah Pierce Warren "Bumpus" Newell (2 de junio de 1849, Middleborough, Massachusetts-23 de julio de 1878) conocida como Minnie Warren, fue una actriz y cantante en espectáculos de rarezas que padecía enanismo.

## Trayectoria
Nació en el seno de una familia acomodada. Sus padres y cinco hermanos eran de estatura normal, pero su hermana mayor Lavinia Warren era solo unos centímetros más alta que ella. En 1862 fueron contratadas por el famoso empresario del espectáculo P. T. Barnum. Aunque Minnie no era tan guapa y elegante como Lavinia, a la que Barnum presentaba como una "Pequeña reina de la belleza", sí tenía una hermosa voz, por lo que además de exhibirse por su pequeña estatura de 75 cm, actuaba como cantante.
En febrero de 1863 Lavinia se casó con otro enano proporcionado, el famoso General Tom Thumb, en una publicitada y concurrida boda que fue uno de los grandes eventos sociales de la década en la ciudad de Nueva York. Siempre buscando sustanciosos golpes de efecto, Barnum le sugirió al Comodoro Nutt, otro de sus enanos, desposar también a Minnie, y celebrar una doble ceremonia nupcial, pero ambos declinaron la idea aunque participaron en la boda como dama de honor y padrino.
El Comodoro y Minnie acompañaron al matrimonio Thumb en su gira mundial organizada por Barnum, de 1869 a 1872. Fue un éxito, recorriendo Europa, América y Australia y siendo recibidos por reyes y autoridades. Aunque solo eran amigos y compañeros de trabajo, a veces los periódicos presentaban erróneamente al Comodoro y Minnie también como matrimonio.
En julio de 1877 Minnie se casó con Edmund Newell (1857-1915), otro artista enano contratado por Barnum. Al contrario que su hermana, Minnie se quedó embarazada. Se le aconsejó abortar, pero ella se negó por motivos religiosos, la familia Warren era católica. Justo un año después, el 23 de julio de 1878, murió en el parto de un bebé de tamaño normal, que también falleció a las pocas horas. Su viudo se trasladó a Inglaterra, donde diez años después, el 5 de abril de 1888, se casó con una joven de estatura normal, Ann Drake, con quien tuvo dos hijos, también normales.